# Contea di Brown (Dakota del Sud)
La contea di Brown (in inglese Brown County) è una contea dello Stato del Dakota del Sud, negli Stati Uniti. La popolazione al censimento del 2000 era di 35 460 abitanti. Il capoluogo di contea è Aberdeen.